# أممية أحزاب القراصنة
أممية أحزاب القراصنة (بالإنجليزية: Pirates Parties International، اختصاراً PPI)‏ هي الأممية السياسية لحركة أحزاب القراصنة. تأسست المنظمة رسمياً في سنة 2010 خلال المؤتمر التأسيسي للأممية في بروكسل في بلجيكا.

## الأهداف
يحدد النظام الأساسي لأممية أحزاب القراصنة أهدافه كما يلي:
«المساعدة على تأسيس أحزاب القراصنة في كل أنحاء العالم ودعمها وتعزيزها والمحافظة على التواصل والتعاون بينها.»
تهدف الأممية أيضاً إلى زيادة الوعي حول أحزاب القراصنة وانتشار حركة القراصنة وتوحيدها من خلال التنسيق وتبادل المعلومات والمساعدة على تأسيس أحزاب جديدة.
تسعى الأممية والأحزاب المنتمية إليها إلى إصلاح القوانين المتعلقة بالملكية الفكرية وبراءات الاختراع بالإضافة إلى تعزيز حق الخصوصية سواء في الإنترنت أم الحياة العادية، وكذلك شفافية إدارة الدولة.

## التاريخ
كان حزب القراصنة السويدي أول أحزاب القراصنة، وقد تشكل في 1 يناير 2006، تبعها تشكل حركات وأحزاب مماثلة في عدد من الدول الأوروبية. اجتمع ممثلو هذه الحركات في سنة 2007 في فيينا لتشكيل تحالف والتخطيط لانتخابات البرلمان الأوروبي في سنة 2009. تبع هذا الاجتماع بمؤتمرين في برلين ثم أوبسالا في سنة 2008، وتمخض الأخير عن «إعلان أوبسالا»، ويشمل المنصة الأساسية للانتخابات.
وفي سنة 2009 فاز حزب القراصنة السويدي بمقعدين في البرلمان الأوروبي من بين 18 مقعداً من حصة السويد بعد أن حصل على 7.1% من الأصوات. نتيجة قفزة في عدد الأعضاء بسبب محاكمة وإدانة ثلاثة أعضاء في بايرت بي القريبة إيديولوجياً من الحزب في السنة السابقة.
وفي 18 أبريل 2010 تأسست أممية أحزاب القراصنة رسمياً بعد مؤتمر في بروكسل.